# Autherine Lucy
Autherine Juanita Lucy (Shiloh, Marengo County, Alabama, 5 de octubre de 1929 - 2 de marzo de 2022) fue una activista estadounidense que fue la primera estudiante afroamericana en asistir a la Universidad de Alabama, en 1956. Su expulsión de la institución más tarde ese año provocó la dimisión del presidente de la universidad, Oliver Carmichael.  Años más tarde, la Universidad la admitió como estudiante de posgrado y en 2010 se erigió una torre de reloj en su honor en su campus.

## Primeros años de vida
Lucy nació en Shiloh, Alabama. Su padre Milton Cornelius Lucy y su madre Minnie Maud Hosea eran aparceros; ella era la hija menor de una familia de cinco hijos y cuatro hijas. La familia poseía y cultivaba 110 acres, y el padre de Lucy también trabajaba como herrero y fabricaba canastas y mangos de hachas para complementar sus ingresos. Después de asistir a la escuela pública en Shiloh hasta el décimo grado, asistió a la Academia Linden en Linden, Alabama. Se graduó en 1947 y asistió a la Universidad de Selma en Selma durante dos años, después de lo cual estudió en el Miles College que era históricamente negro en Fairfield. Se graduó de Miles con una licenciatura en inglés en 1952.

## Desegregación de la Universidad de Alabama
En septiembre de 1952, ella y una amiga, Pollie Myers, activista de los derechos civiles de la NAACP, solicitaron su ingreso en la Universidad de Alabama. Lucy dijo más tarde que quería obtener un segundo título universitario, no por razones políticas sino para obtener la mejor educación posible en el estado. Aunque las mujeres fueron aceptadas, su admisión fue anulada cuando las autoridades descubrieron que no eran blancas. Respaldadas por la NAACP, Lucy y Myers acusaron a la Universidad de discriminación racial en un proceso judicial que tardó casi tres años en resolverse. Mientras esperaba, Lucy trabajó como profesora de inglés en Carthage, Misisippi, y como secretaria en una compañía de seguros.

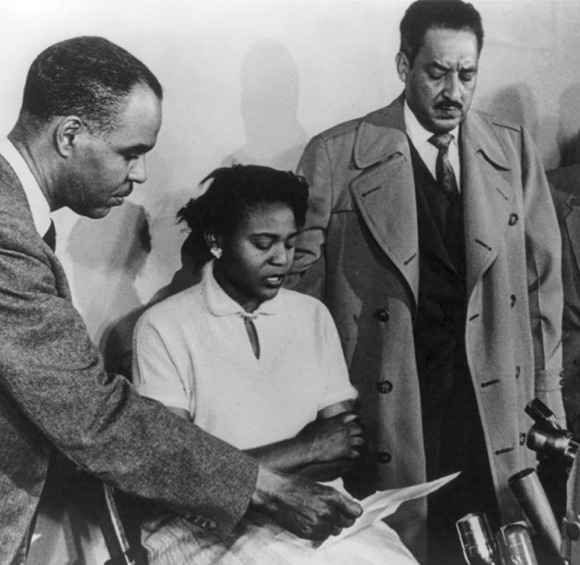
Autherine Lucy con Roy Wilkins y Thurgood Marshall de la NAACP en 1955

El 29 de junio de 1955, la NAACP consiguió una orden judicial que impedía a la Universidad rechazar las solicitudes de admisión de Lucy y Myers (que se había casado y era entonces conocida como Pollie Myers Hudson) por motivos de raza. Lucy fue finalmente admitida en la Universidad, pero ésta rechazó a Hudson alegando que un hijo que había concebido antes de casarse la convertía en una estudiante inadecuada. Aunque Lucy fue admitida oficialmente, se le prohibió el acceso a los dormitorios y comedores. Días después, el tribunal modificó la orden para que se aplicara a todos los demás estudiantes afroamericanos que quisieran ser admitidos. Al menos dos fuentes dijeron que la junta esperaba que sin Hudson, la más extrovertida y segura de la pareja y cuya idea original era matricularse en Alabama, la propia aceptación de Lucy significaría poco o nada para ella, y decidiría voluntariamente no asistir. Pero Hudson y otros la animaron con fuerza, y el 3 de febrero de 1956, Lucy se matriculó como estudiante de posgrado en biblioteconomía, convirtiéndose en la primera afroamericana admitida en una escuela o universidad pública blanca del estado.
Lucy asistió a su primera clase el viernes 3 de febrero de 1956. El lunes 6 de febrero de 1956, estallaron disturbios en el campus y una turba de más de mil hombres atacó el coche en el que el decano de las mujeres llevaba a Lucy en el intermedio de las clases. Se profirieron amenazas contra su vida y se apedreó la casa del presidente de la Universidad. Se llamó a la policía para asegurar su asistencia. Estos disturbios en la Universidad fueron lo que, hasta la fecha, había sido la manifestación más violenta contra la integración después del caso Brown. Tras los disturbios, la Universidad suspendió a Lucy de sus estudios porque su propia seguridad era motivo de preocupación.
Martin Luther King Jr. escribió un sermón en 1956 sobre los hechos en la Iglesia Bautista de la Avenida Dexterel día antes de su juicio por violar la ley antiboicot de Alabama:

Tan pronto como Autherine Lucy entró en el campus, un grupo de estudiantes malcriados liderados [sic] por Leonard Wilson y un grupo vicioso de criminales comenzaron a amenazarla por todos lados. Se quemaron cruces. Le lanzaron huevos y ladrillos. La turba incluso saltó sobre el coche en el que viajaba. Finalmente, el presidente y los administradores de la universidad de Alabama pidieron a Autherine que se marchara por su propia seguridad y la de la universidad. Al día siguiente, después de que Autherine fuera despedida, el periódico publicó el siguiente titular: "Las cosas están tranquilas hoy en Tuscaloosa. Hay paz en el campus de la universidad de Alabama". Sí, las cosas estaban tranquilas en Tuscaloosa. Sí, había paz en el campus, pero era una paz a un gran precio. Era una paz que se había comprado al precio exorbitante de un consejo de administración inepto que sucumbía [sic] a los caprichos de una turba viciosa. Era una paz que se había comprado al precio de permitir que la mafia reinara por encima de la democracia.

Lucy era conocida y descrita como "la arquitecta de la desegregación de los sistemas educativos de Alabama". Thurgood Marshall ayudó a ganar el histórico caso de desegregación del Tribunal Supremo de 1954, Brown contra el Consejo de Educación. La decisión de Brown decía que la segregación racial en las escuelas públicas era inconstitucional (ilegal). Marshall tenía una gran confianza en que si el Tribunal Supremo decidía algo, el resto del país seguiría su decisión. Los abogados de Lucy y de la NAACP, entre los que se encontraban Arthur Shores y Marshall, ayudaron a elaborar una demanda contra la Universidad porque creían que la escuela ayudaba a la mafia blanca al no proporcionar protección para ella e impedir que Lucy asistiera a clase. Una serie de procedimientos legales duraron desde 1953 hasta 1955.
Mientras que Lucy se sentía derrotada por haber sido expulsada y por haber perdido el caso judicial, Marshall, que se convertiría en el primer juez afroamericano del Tribunal Supremo en 1967, pensaba de forma diferente. En una carta a Lucy, le dijo: "Pase lo que pase en el futuro, recuerde para todos los interesados que su contribución se ha hecho en favor de la igualdad de justicia para todos los estadounidenses y que ha hecho todo lo que estaba en su mano para conseguirlo."
Lucy y la NAACP presentaron cargos por desacato contra los administradores y el presidente de la Universidad; contra el decano de las mujeres por prohibirle el acceso al comedor y a los dormitorios, y contra otros cuatro hombres (ninguno relacionado con la Universidad) por participar en los disturbios. El 29 de febrero, el Tribunal Federal de Birmingham ordenó la reincorporación de Lucy y que la Universidad debía tomar medidas adecuadas para protegerla. A continuación, los administradores de la Universidad la expulsaron definitivamente por un tecnicismo inventado a toda prisa. La Universidad utilizó el caso judicial como justificación para su expulsión permanente, alegando que Lucy había calumniado a la Universidad y que no podían tenerla como estudiante. La NAACP, pensando que no tenía sentido emprender más acciones legales, no impugnó esta decisión. Lucy aceptó. [cita requerida] 
El presidente de la universidad, Oliver Carmichael, renunció como resultado de la oposición de los administradores a la admisión de Lucy. 
En abril de 1956, en Dallas, Lucy se casó con Hugh Foster, un estudiante de teología (y más tarde ministro) a quien había conocido en Miles College. Durante algunos meses después, fue una defensora de los derechos civiles y pronunció discursos en las reuniones de la NAACP en todo el país. Pero a finales de año, su participación activa en el Movimiento por los Derechos Civiles había cesado.

## Vida posterior y muerte
Después de que Lucy fuera expulsada de la universidad, Marshall estaba tan preocupado por su seguridad que la llevó a Nueva York para que se quedara en su casa con él y su esposa, Cecilia. Lucy dijo más tarde:  "Me sentí tan segura con el Sr. Marshall y su esposa... Qué agradecida he estado durante todos estos años por la protección y la amabilidad que me dio".
Durante los siguientes diecisiete años, Lucy y su familia vivieron en varias ciudades de Luisiana, Misisippi y Texas. Su notoriedad hizo que al principio le resultara difícil encontrar empleo como profesora. Los Foster regresaron a Alabama en 1974 y Lucy consiguió un puesto en el sistema escolar de Birmingham.
En abril de 1988, la Universidad de Alabama anuló oficialmente la expulsión de Lucy. Al año siguiente se matriculó en el programa de postgrado en Educación y obtuvo un máster en mayo de 1992. La Universidad nombró una beca en su honor y descubrió un retrato suyo en el centro de estudiantes. La inscripción reza: "Su iniciativa y su valentía consiguieron el derecho de los estudiantes de todas las razas a asistir a la Universidad". Es una hermana de la hermandad Zeta Phi Beta".
Lucy murió el 2 de marzo de 2022, a la edad de 92 años. Su sobrina nieta, Nikema Williams, es miembro de la Cámara de Representantes de los Estados Unidos y presidenta del Partido Demócrata de Georgia.

## Legado

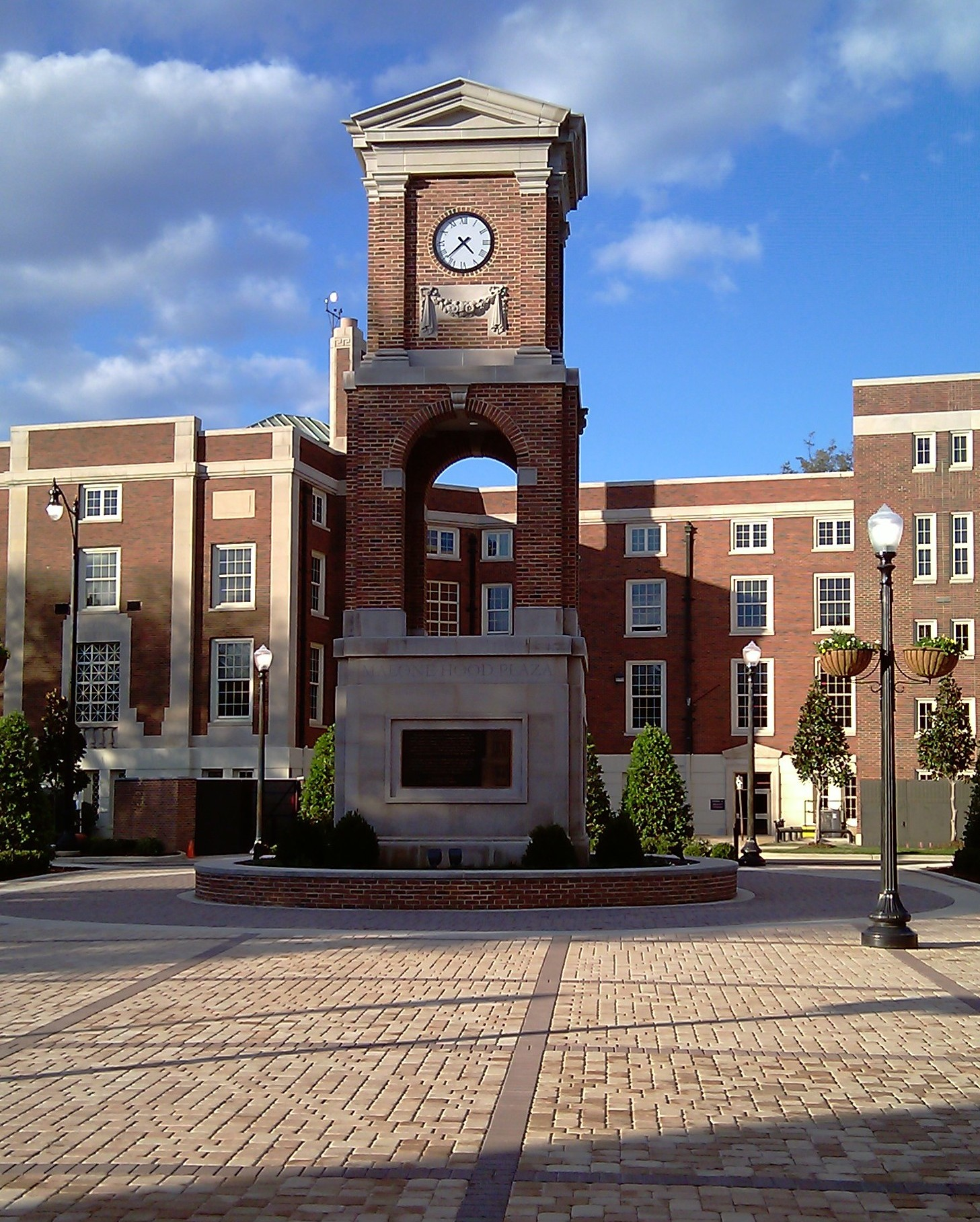
Torre del reloj de Autherine Lucy

El 3 de noviembre de 2010, la Torre del Reloj de Autherine Lucy fue dedicada en un nuevo espacio en honor a ella, Vivian Malone y James Hood (la Plaza Malone-Hood), tres personas que fueron pioneras en la desegregación en la Universidad de Alabama. La plaza está situada junto al auditorio Foster, donde, en 1963, el gobernador de Alabama George Wallace intentó sin éxito impedir que Malone y Hood se matricularan en la Universidad. La torre de ladrillo de 12 metros de altura tiene una base con placas de bronce que relatan las luchas individuales de Lucy, Malone y Hood. Además, el 15 de septiembre de 2017, se erigió un marcador especial en su honor cerca de Graves Hall (sede de la Facultad de Educación) en el campus de la UA. Lucy volvió a hablar en la ceremonia y comparó la multitud que la recibió con el odio que se encontró la primera vez que entró en la universidad.
En mayo de 2019, Lucy asistió a la graduación de primavera de la Universidad de Alabama, donde la escuela le otorgó un doctorado honoris causa.
El legado de Lucy continúa en la Universidad de Alabama con una beca de 25.000 dólares que lleva su nombre y una imagen de Lucy fue colocada en la universidad en 1992. El 3 de febrero de 2022, la universidad añadió el nombre de Lucy a lo que antes era el Bibb Graves Hall, que después cambió a Lucy-Graves Hall. Tras la protesta de los estudiantes, el profesorado y el público sobre la colocación del nombre de Lucy junto al de un antiguo miembro del Ku Klux Klan, los administradores de la UA retiraron el nombre de Graves por completo de la sala el 11 de febrero de 2022, renombrando el edificio como Autherine Lucy Hall.